# طلایی (آلبوم جونگ‌کوک)
طلایی (انگلیسی: Golden) نخستین آلبوم استودیویی جونگ‌کوک، خواننده اهل کره جنوبی است که در ۳ نوامبر ۲۰۲۳ توسط بیگ هیت میوزیک منتشر شد. این آلبوم، یک آلبوم پاپ و تماماً انگلیسی‌زبان بود و با نظرات مثبت منتقدان روبرو شد. جک هارلو، میجر لیزر، لاتو و دی‌جی اسنیک در این آلبوم حضور مهمان داشته‌اند.

## پس‌زمینه و تبلیغ
در جولای ۲۰۲۳، جونگ‌کوک با ورایتی در مورد اولین آلبوم انفرادی خود صحبت کرد و در آن زمان گفت که او در حال کار بر روی آن بود اما هنوز برای "اشاره به چیز خاصی" خیلی زود است. در همان ماه، او تک آهنگ "Seven" را با حضور رپر آمریکایی لاتو منتشر کرد که در بالای چارت "بیلبورد" هات ۱۰۰ ایالات متحده دبیو کرد و در بسیاری از کشورهای متعدد دیگر به ۱۰ تا تک‌آهنگ برتد رسید. جونگ‌کوک تک‌آهنگ دیگری به نام "3D" را با حضور خواننده رپ آمریکایی جک هارلو در ۲۹ سپتامبر منتشر کرد.
بیگ هیت میوزیک یک آلبوم ۱۱ آهنگی را در ۳ اکتبر اعلام کرد که شامل آهنگ های منتشر شده‌ی قبلی "Seven" و "3D" می‌شد. آلبوم "گلدن" موضوع خود را از "لحظه های طلایی" جونگ کوک به عنوان یک هنرمند انفرادی گرفته است. در یک بیانیه مطبوعاتی به او لقب "گلدن مکنه" داده شد، با اشاره به وضعیت او به عنوان جوانترین عضو بی‌تی‌اس با "تن صدای منحصربفردی که شنوندگان را در سراسر جهان مجذوب خود خواهد کرد". در تبلیغ این آلبوم، جونگ کوک قرار بود "اجراهای صحنه ای ویژه و حضورهای مختلف در کنار انتشار" را ارائه دهد. فهرست قطعات در ۱۵ اکتبر فاش شد، از جمله سومین تک‌آهنگ منتشر شده در کنار آلبوم، "Standing Next to You". در ۱۳ سپتامبر ۲۰۲۴، قطعه‌ی آلبوم "Yes or No" به عنوان چهارمین تک‌آهنگ آلبوم به رادیو ایتالیا ارسال شد.

### اجرا های زنده
جونگ کوک در ۹ نوامبر کنسرتی غافلگیرکننده در میدان تایمز در شهر نیویورک برگزار کرد و پنج قطعه از آلبوم را اجرا کرد: "ایستادن کنار تو"، "آره یا نه"، "سه‌بعدی"، "لطفاً تغییر نکن" و "هفت".

### مستند
یک فیلم مستند با عنوان "I Am Still " که به دوره‌ی هشت-ماهه‌ی تلاش جونگ‌کوک به عنوان یک هنرمند انفرادی می پردازد که از زمان "Seven" شروع شد و با "Golden" به اوج رسید، در ۱۴ آگوست ۲۰۲۴ اعلام شد. این خواننده قبلا در ماه جولاس این پروژه را به اشتراک گذاشته بود. این فیلم توسط Trafalgar Releasing توزیع شد و در ۱۸ سپتامبر در ۱۳۰ منطقه در سراسر جهان اکران شد.

## فهرست قطعات
| فهرست قطعات "طلایی" | فهرست قطعات "طلایی"                         | فهرست قطعات "طلایی" | فهرست قطعات "طلایی"            | فهرست قطعات "طلایی" |
| شماره               | نام                                         | نویسنده(ها) | تهیه کننده(ها)                 | مدت                 |
| ------------------- | ------------------------------------------- | --- | ------------------------------ | ------------------- |
| ۱.                  | «سه بعدی» (فیت جک هارلو)                    | بلادپاپ دیوید استوارت جک هارلو                                                                                           | بلادپاپ استوارت                | ۳:۲۱                |
| ۲.                  | «نزدیک‌تر به تو» (فیت میجر لیزر)             | گرگوری آل‌دی هاین Jordan Douglas کورتیس ولز Tyshane Thompson Emeric Boxall Jamison Baken Thomas Wesley Pentz دی‌جی تی جیمز | دیپلو Leclair Maesic           | ۲:۵۱                |
| ۳.                  | «هفت (ترانه جونگ‌کوک)» (فیت لاتو نسخه‌ی صریح) | اندرو وات هنری والتر ) جان بلیون لاتو ترون مَکییل توماس                                                                   | وات سیرکوت                     | ۳:۰۴                |
| ۴.                  | «ایستادن کنار تو»                           | وات والتر علی تمپوسی بلیون                                                                                               | وات سیرکوت                     | ۳:۲۶                |
| ۵.                  | «آره یا نه»                                 | بلیک اسلتکین والتر اد شیرن جانی مَک‌دِید                                                                                    | وات سیرکوت                     | ۲:۲۸                |
| ۶.                  | «لطفاً تغییر نکن» (فیت دی‌جی اسنیک)           | William Grigahcine Adio Marchant Yannick Rastogi Zacharie Raymond                                                        | دی‌جی اسنیک Banx & Ranx         | ۲:۲۷                |
| ۷.                  | «تنفر از تو»                                | والتر پیتر رایکرافت اسکات هریس (ترانه‌سرا) شان مندز                                                                       | سیرکوت لاست‌بوی                 | ۲:۳۴                |
| ۸.                  | «کسی»                                       | بلیون Allen Ritter | بلیون Ritter Johan "Roza" Rosa | ۲:۴۹                |
| ۹.                  | «خیلی غمگین برای رقصیدن»                    | استوارت | استوارت                        | ۲:۵۶                |
| ۱۰.                 | «شاتی از لیوان اشک‌ها»                       | استوارت Jessica Agombar Michael Pollack Hein                                                                             | استوارت                        | ۲:۴۷                |
| ۱۱.                 | «هفت» (فیت لاتو (نسخه‌ی کلین))               | وات والتر بلیون Stephens Thomas                                                                                          | وات سیرکوت                     | ۳:۰۴                |
| مجموع مدت:          | مجموع مدت:                                  | مجموع مدت: | مجموع مدت:                     | ۳۱:۴۸               |

## جدول‌های موسیقی

### جدول‌های هفتگی
| جدول (۲۰۲۳)                            | بالاترین جایگاه |
| -------------------------------------- | --------------- |
| آلبوم‌های استرالیایی (ای‌آرآی‌ای)         | 2               |
| آلبوم‌های اتریشی (آلبوم‌های او۳)         | ۳               |
| آلبوم‌های بلژیکی (اولتراتاپ فلاندرز)    | ۵               |
| آلبوم‌های بلژیکی (اولتراتاپ والونیا)    | ۱               |
| آلبوم‌های کانادایی (بیلبورد)            | ۴               |
| آلبوم‌های چک (سی‌ان‌اس آی‌اف‌پی‌آی)          | ۱۳              |
| آلبوم‌های دانمارکی (هیت‌لیستن)           | ۷               |
| آلبوم‌های هلندی (جدول‌های هلند)          | ۱۰              |
| آلبوم‌های فنلاندی (جدول رسمی فنلاند)    | ۱۲              |
| آلبوم‌های فرانسوی (اس‌ان‌ئی‌پی)            | 1               |
| آلبوم‌های آلمانی (۱۰۰ آلبوم برتر رسمی)  | ۶               |
| آلبوم‌های یونانی (آی‌اف‌پی‌آی)             | 17              |
| آلبوم‌های مجارستانی (ماهاز)             | ۵               |
| آلبوم‌های ایرلندی (شرکت جدول‌های رسمی)   | ۶               |
| آلبوم‌های ایتالیایی (اف‌آی‌ام‌آی)          | 3               |
| آلبوم‌های ژاپنی (اوریکون)               | ۱               |
| آلبوم‌های ترکیبی ژاپنی (اوریکون)        | 1               |
| آلبوم‌های داغ ژاپنی (بیلبورد ژاپن)      | 1               |
| آلبوم‌های نیوزیلند (آرام‌ان‌زی)           | 2               |
| آلبوم‌های نروژی (وی‌جی-لیستا)            | ۱۱              |
| آلبوم‌های لهستانی (ZPAV)                | ۱               |
| آلبوم‌های پرتغالی (ای‌اف‌پی)              | ۱               |
| آلبوم‌های اسکاتلندی (شرکت جدول‌های رسمی) | ۶               |
| آلبوم‌های اسلواکی (سی‌ان‌اس آی‌اف‌پی‌آی)     | 8               |
| آلبوم‌های کره جنوبی (گائون)             | 1               |
| آلبوم‌های اسپانیایی (پروموزیکای)        | ۸               |
| آلبوم‌های سوئدی (فهرست برترین‌های سوئد)  | 14              |
| آلبوم‌های سوئیسی (جدول موسیقی سوئیس)    | ۴               |
| آلبوم‌های بریتانیا (شرکت جدول‌های رسمی)  | ۳               |
| بیلبورد ۲۰۰ ایالات متحده               | ۲               |